# Ōwaka River
Der Ōwaka River ist ein Fluss in der Region Otago auf der Südinsel von Neuseeland.

## Geographie
Der Ōwaka River entspringt an der nordöstlichen Flanke der Wisp Range, rund 2,5 km südöstlich des 719 m hohen Mount Rosebery. Von dort aus fließt der Fluss in ostsüdöstliche bis südöstlich Richtung und mündet nach insgesamt 36 Flusskilometer direkt ostnordöstlich von Pounawea und rund 3,6 km südöstlich von Owaka in den Catlins River, der seinerseits rund 2 km weiter südöstlich in den Pazifischen Ozean mündet.